# Рахматуллин, Ильдар Шамилевич
Ильдар Шамилевич Рахматуллин (словен. Ildar Rahmatullin; род. 9 января 1961, Казань) — советский, российский, словенский хоккейный защитник и тренер.

## Биография
В первенстве СССР играл за СК им. Урицкого / «Итиль» Казань (1979/80 — 1981/82, 1983/84 — 1989/90) и «Динамо» Минск (1982/83 — 1983/84). Три сезона (1989/90 — 1991/92) провёл в высшей лиге. Затем играл в Словении за «Есенице» (1992/93 — 1997/98) и «Олимпию» Любляна (1998/99 — 2004/05).
Выступал за воскресенский «Химик» в матчах против клубов НХЛ в декабре 1989 года.
Победитель чемпионата мира среди молодёжных команд 1980.
Семикратный чемпион Словении как игрок (1993, 1994, 1999, 2000, 2002, 2003, 2004), чемпион Словении как главный тренер («Олимпия», 2007).